# Aleksandrowice (Petite-Pologne)
Pour les articles homonymes, voir Aleksandrowice.
Aleksandrowice (prononciation : [alɛksandrɔˈvit͡sɛ]) est une localité polonaise de la gmina de Zabierzów, située dans le powiat de Cracovie en voïvodie de Petite-Pologne.